# Falska omslag
Falska omslag var något som förekom i Sverige mellan 1886 och 1915. Under de åren trycktes fyra böcker – samtliga av Bonniers – försedda med falska omslag och titelblad, allt med avsikt att distribueras i det ryska storfurstendömet Finland. Orsaken var tsarens censur som drabbade böcker med innehåll som kunde ses som en kritik av Ryssland. Först några sidor in i boken visade sig den riktiga texten, förhoppningen var att censorn inte skulle kontrollera mer än de första sidorna. Tre av böckerna finns bevarade på Kungliga biblioteket och förvaras i raritetssamlingen. En tysk senare variant av detta kallades kamouflageskrifter (Tarnschriften) och var i bruk mellan 1933 och 1945.

## Böcker med falska omslag
- Från Petersburgs salonger : Interiörer tecknade i bref till en ung diplomat / Paul Vasili. 1886
- Statskuppen i Finland 1899 : några anteckningar / af Valfrid Spångberg. 1899
- I Finland och i Ryssland : några intryck / af Ellen Key. 1900
- Kriget mot Ryssland : minnen från fronten i öster mars - augusti 1915 / Sven Hedin. 1915